# Xã Hornor, Quận Phillips, Arkansas
Xã Hornor (tiếng Anh: Hornor Township) là một xã thuộc quận Phillips, tiểu bang Arkansas, Hoa Kỳ. Năm 2010, dân số của xã này là 9.697 người.